# Asociación de Familiares de Desaparecidos Judíos
La Asociación de Familiares de Desaparecidos Judíos es una ONG dedicada a la defensa de los derechos humanos y conformada por familiares de desaparecidos judíos a manos del aparato del Estado argentino en la época de la represión militar durante la última dictadura en Argentina (1976-1983).

## Antecedentes
Durante el Proceso de Reorganización Nacional desaparecieron miles de personas. La comunidad judía representaba el 0,5 por ciento de la población general de la Argentina en los '70, mientras que los desaparecidos de origen judío representan el 13% del total. Esa desproporción muestra un ensañamiento de la represión hacia los judíos y un fuerte antisemitismo por parte de los represores.
Además la represión y las torturas en los centros de detención clandestinos fueron más agresivos y violentos contra los prisioneros judíos, quienes nunca tenían chances de sobrevivir.
Según Miriam Lewin, los represores le decían que «El único judío bueno es el judío muerto». Según Elena Alfaro,
«Si la vida en el campo era pesadilla para cualquier detenido, la situación se agravaba para los judíos, que eran objeto de palizas permanentes y otras agresiones, a tal punto que muchos preferían ocultar su origen, diciendo por ejemplo que eran polacos católicos.»
Además los militares de la dictadura se dedicaron a extorsionar sistemáticamente a miembros de la comunidad judía argentina. Secuestraban personas de origen judío, cobraban el rescate y luego entregaban el cuerpo sin vida del secuestrado.

## Historia
La Asociación de familiares de desaparecidos judíos comenzó a funcionar en 1998.
Su objetivo era conocer lo que sucedió con los desaparecidos judíos durante la dictadura. Las familias de estos desaparecidos habían intentado acercarse a las instancias comunitarias, como la DAIA o la AMIA, para lograr alguna información sobre el paradero de sus hijos sin resultado. Según la Asociación:

Solamente se encontraron con respuestas vagas, intereses cruzados, complicidades con la dictadura, aceptación de los designios del poder y de la existencia de los campos de concentración, etc. La larga lucha de los familiares de los desaparecidos duró estos 30 años...(...)... Quisiéramos saber lo ocurrido a cada uno, que no nos borren sus nombres del recuerdo, queremos el castigo de los culpables, no como venganza sino como justicia, por el valor histórico ejemplar que ello implicaría...(...)... Con los actos recordatorios, borramos las figuras fantasmales de los desaparecidos, devolviéndoles su identidad.

Su presidente es Marcos Weinstein, padre de Mauricio Weinstein, el único israelí de origen argentino desaparecido durante la dictadura militar en el país. Marcos fue un militante del Movimiento Judío por los Derechos Humanos.

## Actividades
El objetivo de la Asociación es mantener viva la memoria de los desaparecidos, para lo cual se dedica a realizar recordatorios, actos de homenaje y conmemoraciones.
Sus miembros consideran que falta, por parte de la comunidad judía de la Argentina, "el respeto por la militancia, la pertenencia y la memoria de los 1.900 judíos desaparecidos, secuestrados, torturados y violados en actos de barbarie" y que "con los actos recordatorios borramos las figuras fantasmales de los desaparecidos devolviéndoles su identidad". 
Las primeras acciones que realizó buscaban instalar el tema en la opinión pública israelí con cartas de lectores, entrevistas a diputados y a personalidades públicas israelíes.
En agosto de 2000 la  Asociación  se entrevistó con la diputada israelí Naomi Blumenthal, quien consiguió que la Knesset aprobara la creación de una Comisión Israelí por los Desaparecidos Judíos en Argentina.
En setiembre de 2003 se inauguró, en Israel, un bosque en homenaje a las víctimas del terrorismo de Estado argentino con la presencia de miembros de la  Asociación.
En diciembre de 2004, la AMIA organizó un acto como homenaje a los detenidos desaparecidos judíos, con la asistencia del entonces Presidente de la Nación, Néstor Kirchner, la entonces senadora Cristina Fernández de Kirchner y el Gobernador de la Ciudad de Buenos Aires, Aníbal Ibarra, con la presencia de miembros de la  Asociación.
En ese momento se inauguró el altorrelieve de bronce de la artista judía y Madre de Plaza de Mayo, Sara Brodsky, llamado «Ellos están».
El 7 de octubre de 2006 se inauguró el monte en homenaje a los desaparecidos judíos y se exhibió un busto con la inscripción «Un hijo, todos los hijos»,  escultura realizada por Sara Brodsky, inspirada en la imagen de su hijo Fernando, desaparecido el 14 de agosto de 1979.
El 5 de diciembre de 2006 la Asociación organizó un acto de homenaje a los desaparecidos judíos en la Argentina durante la última dictadura en la sede de la AMIA.
La Asociación  ha tenido reuniones con Itzjak Frankenthal.
El 7 de octubre de 2011 la Asociación  realizó un acto de homenaje a los desaparecidos judíos en el Paseo de los Derechos Humanos, dentro del Parque Indoamericano.